# مايك كومان
مايك كومان (بالإنجليزية: Mike Coman)‏ هو لاعب اتحاد الرغبي نيوزيلندي، ولد في 28 سبتمبر 1987 في نيلسون في نيوزيلندا.